# Egon Linderoth
Egon Bengt Erik Linderoth, född 5 juli 1937, död 9 juni 2023, var en svensk företagsledare.
Han var vice verkställande direktör i Saab-Scania och tillträdde i mars 1988 som verkställande direktör för Bofors och var senare VD för Celsius Industrier.
Linderoth hade en MBA-utbildning från Handelshögskolan i Stockholm.
Linderoth bosatte sig senare i Spanien.